# 社会的福音
社会的福音（しゃかいてきふくいん、英語:Social Gospel）とは、19世紀-20世紀に興ったプロテスタントキリスト教内の社会運動である。バプテスト派の牧師のウォルター・ラウシェンブッシュらによって始められた。社会的福音の原理は貧困に対する新しい運動を推進する。この運動はキリスト教の倫理を社会的な問題、特に貧困、不平等、アルコール、犯罪、人種対立、不衛生、スラム、貧困学校と戦争の危機に適用した。社会的福音の指導者は圧倒的に後千年王国説論者であった。それは彼らが人間の努力によって社会悪を取り除き理想社会を実現することによらなければイエス・キリストの再臨が実現しないと信じたからである。彼らはイエス・キリストの差し迫った再臨に備える前千年王国説神学を拒絶した。前千年王国の立場は社会悪の問題よりイエス・キリストの再臨に備えることを強調したからである。社会的福音の指導者たちは政治的、神学的にリベラルであり、自由主義神学に立っていた。